# Paweł Olszewski (komendant SOP)
Paweł Olszewski, pseud. Hans (ur. 6 maja 1976 w Warszawie) – polski funkcjonariusz służb mundurowych (BOR, SOP), podpułkownik Służby Ochrony Państwa i w latach 2019–2022 jej komendant.

## Życiorys
Urodzony 6 maja 1976 w Warszawie. Absolwent Akademii Pedagogiki Specjalnej im. Marii Grzegorzewskiej w Warszawie. Ukończył studia podyplomowe w zakresie problematyki przestępczości zorganizowanej i terroryzmu w Wyższej Szkole Policji w Szczytnie. Odbył kurs HT310 High Threat Operations Course organizowany w Stanach Zjednoczonych przez Diplomatic Security Service
W Biurze Ochrony Rządu służył od jego powołania w 2001, zostając członkiem Wydziału Specjalnego Zabezpieczenia. Brał udział w misjach w Iraku i Afganistanie. Wchodził w skład grupy ochronnej prezydenta Lecha Kaczyńskiego następnie dowodził grupą ochronną Mateusza Morawieckiego w czasie, gdy pozostawał on wicepremierem. Był oficerem w mniejszych grupach ochronnych (tzw. solówkach) oraz instruktorem w wydziale szkolenia BOR.
W 2018 przeszedł do Służby Ochrony Państwa, powstałej z przekształcenia BOR. Awansował do rangi majora, objął kierownictwo nad jednym z wydziałów SOP – grupą patrolowo-interwencyjną. 5 czerwca 2019 został Komendantem SOP w miejsce pełniącego obowiązki płk SOP Krzysztofa Króla. W listopadzie 2021 został awansowany do stopnia podpułkownika. 4 listopada 2022 zakończył pełnienie funkcji Komendanta SOP.

## Odznaczenia
Został odznaczony następującymi odznaczeniami:
- Medal Srebrny za Długoletnią Służbę[8]
- Gwiazda Iraku
- Gwiazda Afganistanu
- Odznaka Honorowa „Za zasługi w działaniach poza granicami RP”
- Medal Stulecia Utworzenia Policji Państwowej (2019)[9]
- Medal „W służbie Bogu i Ojczyźnie”[10]
- Medal NATO za misję ISAF